# Тереза Палмер
Тереза Палмер (енгл. Teresa Palmer; 26. фебруар 1986) аустралијска је глумица и манекенка позната по улогама у филмовима Чаробњаков шегрт (2010), Води ме кући вечерас (2011), Ја сам четврти (2011) и Врела срца (2013).